# Святе сімейство з трьома зайцями
 Святе сімейство з трьома зайцями — гравюра на дереві німецького художника Альбрехта Дюрера, створена приблизно у 1496 році.

## Опис картини
На гравюрі зображено святе сімейство:  Марія,  Йосиф та немовля Ісус. Вони знаходяться у закритому саду, що символізує дівоцтво Марії. Немовля Ісус читає книгу, певно, книга Писань, що засвідчує його тісний зв'язок зі Словом Божим, не тільки тому, що в християнстві він виконує Старий Завіт, пророцтво про месію, але і тому що в деяких християнських традиціях Ісуса називають словом Божим.
Над святою родиною у небі два ангелочки несуть корону. Довкола них кружляють птахи. На передньому плані зображені три зайці, які трактуються як символ Трійці, триєдності Бога Отця, Сина і Святого Духа.
Дюрер представив Йосипа люблячим, відповідальним батьком, який дасть Марії та Ісусу спокій і родинне тепло. Альбрехт Дюрер привертає увагу до деталей. Квітучі лілії в саду символізують чистоту і непорочність Діви Марії.
Відбиток чіткий, але помітно, що дошка потерта. Внизу ліворуч є тріщина до 5 см. Немає тріщини на лівому зайці, яка була у відбитках 1560-х років, тому музейний відбиток датується до 1560 року.
Робота створена методом ксилографії.
Нині зберігається Державній картинній галереї в Карлсруе (Німеччина).